# Mycetophagidae

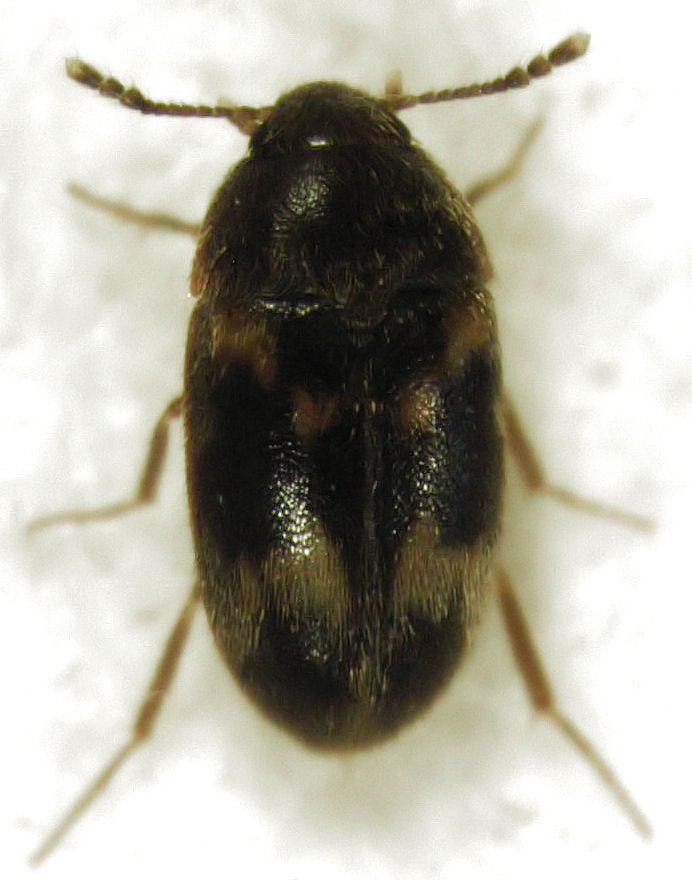
Litargus balteatus.

Mycetophagidae es una familia de coleópteros polífagos. Son escarabajos que  se alimentan de hongos  preferentemente o de árboles muertos. Pueden ser bastante comunes, pero al estar ocultos, se los ve en raras ocasiones. Una especie, Typhaea stercorea, está dispersa por todo el mundo y puede hacer algún daño en los silos de granos.

## Géneros
- Subfamilia: Bergininae
  - Géneros: Berginus
- Subfamilia: Esarcinae
  - Géneros: Esarcus
- Subfamilia: Mycetophaginae
  - Tribu: Mycetophagini
    - Géneros: Eulagius - Litargops - Litargus - Mycetophagus - Pseudotriphyllus - Triphyllus

  - Tribu: Typhaeini
    - Géneros: Typhaea - Typhaeola
- incertae sedis
  - Géneros: Nesolathrus - †Crowsonium